# Heterochelus latus
Heterochelus latus är en skalbaggsart som beskrevs av Kulzer 1960. Heterochelus latus ingår i släktet Heterochelus och familjen Melolonthidae. Inga underarter finns listade i Catalogue of Life.